# Yggdrasil
Yggdrasil — сетевой протокол и его реализация, с помощью которого можно создать mesh-сеть, которая будет работать в оверлейном режиме, позволяя создать приватную сеть поверх Интернета. Реализация сети Yggdrasil это попытка воплотить концепцию нулевой настройки сетей — пользователю не нужно знать маршруты, нужно только добавить в конфиг-файл адреса известных публичных пиров — всё должно работать сразу из коробки и должно масштабироваться.
Причём сеть может одновременно работать в двух режимах — через интернет и без интернета, соединяясь физически напрямую c соседними устройствами (через Ethernet, Wi-Fi или Bluetooth) работая на 3-м уровне модели OSI.
Данные, передаваемые внутри сети Yggdrasil, полностью шифруются, используется сквозное асимметричное шифрование на основе эллиптических кривых, благодаря чему передаваемая информация надёжно защищена от других участников соединения. Дополнительная анонимизация пользователя может быть выполнена с помощью подключения через соответствующие сети (Tor, I2P).
На данный момент существуют готовые сборки для Windows, Linux, macOS, iOS и Android. Также возможна установка на некоторые модели роутеров.
Сеть Yggdrasil обеспечивает корректную работу для приложений, поддерживающих протокол IPv6 (XMPP, Matrix, Telegram X).
Также имеется большое количество внутренних сервисов и сайтов, в том числе большое количество внутренних чатов.